# ماتافيلو-غرانج (أين)
ماتافيلو-غرانج (بالفرنسية: Matafelon-Granges)‏ هي بلدية فرنسية تقع في إقليم الأين في فرنسا. رمز إنسي لها هو:1240. أما الرمز البريدي لها فهو: 1580.